# 道の駅いくさかの郷
道の駅いくさかの郷（みちのえき いくさかのさと）は、長野県東筑摩郡生坂村にある長野県道275号上生坂信濃松川停車場線の道の駅である。

## 施設
- 駐車場 35台
- トイレ 11器
- 公衆電話 1台
- 情報提供施設
- サイクルステーション
- 活性化施設
  - 農産物直売所・ハンガリー特産品
  - 郷土食の食堂「かあさん家」
  - 灰焼きおやき・お菓子・惣菜・麺類の加工室
  - 加工体験、研修施設
  - 休憩コーナー
  - 総合案内・情報提供コーナー

## 営業時間
- 直売所 9:00 - 17:00
- お食事処 10:00 - 14:00

## アクセス
- 車でのアクセス
  - E19 長野自動車道 安曇野ICから35分、麻績ICから40分
- 鉄道・バスでのアクセス
  - JR篠ノ井線 明科駅からタクシーまたは生坂村営バス

## 周辺
- 生坂村役場
- 村営 やまなみ荘、高津屋森林公園 - 宿泊できる